# Нирківські горіхи чорні
Ни́рківські горі́хи чо́рні — екзотичні вікові дерева дерева, ботанічна пам'ятка природи місцевого значення в Україні.

## Розташування
Зростають поблизу с. Ниркова Чортківського району Тернопільської області у кварталі 29 виділі 12 Дорогичівського лісництва ДП «Бучацьке лісове господарство» в межах лісового урочища «Нирків».

## Пам'ятка
Оголошені об'єктом природно-заповідного фонду рішенням виконкому Тернопільської обласної ради № 747 від 17 листопада (у ТЕСі — 17 жовтня) 1969 року. Початкова назва — «Горіх чорний (2 шт)», офіційно перейменована на «Нирківські горіхи чорні» рішенням № 75 другої сесії Тернопільської обласної ради шостого скликання від 10 лютого 2016 року.
Перебувають у віданні ДП «Бучацьке лісове господарство».

## Характеристика
Площа — 0,02 га.
Під охороною — 2 дерева горіха чорного віком 110 р., діаметром 82 і 87 см. Цінні у зеленому господарстві.